# Adoracja Dzieciątka (obraz Correggia)
Adoracja Dzieciątka przez Pasterzy (wł. L'Adorazione dei pastori, znana także jako Noc (wł. La Notte) w przeciwieństwie do Dnia) – obraz autorstwa Correggia znajdujący się obecnie w zbiorach Galerii Obrazów Starych Mistrzów w Dreźnie. Obraz jest uznawany za jedno z arcydzieł całej twórczości Correggia  i jeden z najważniejszych nokturnów w sztuce manieryzmu, włoskiej Cinquecenta.

## Historia
Obraz został zamówiony 24 października 1522 r. przez Alberto Pratonieri do kaplicy rodzinnej pw. Narodzenia Pańskiego w bazylice San Prospero w Reggio nell’Emilia.
Dzieło zostało ukończone do 1530 r., kiedy nastąpiła inauguracja kaplicy. Zostało zatem wykonane w tym samym czasie co  Madonna di San Girolamo obecnie znajdująca się w zbiorach Galleria Nazionale w Parmie: aby podkreślić pokrewieństwo stylistyczne i kompozycyjne pomiędzy tymi dwoma dziełami obraz z Parmy jest nazywany Dniem (wł. Il Giorno) z powodu jasności rozświetlającej malowidło, podczas gdy obraz z Drezna został nazwany Nocą (wł. La Notte), gdyż scenę przedstawiono w trakcie zmierzchu.
Adoracja Dzieciątka przez Pasterzy należy do najsłynniejszych i najczęściej kopiowanych dzieł Correggia; w swojej pierwotnej lokalizacji znajdowała się przez ponad stulecie i mogła być w ten sposób podziwiana przez Vasariego, Giovanniego Paolo Lomazzi, Isacchiego, Francesca Scannelliego i Charles’a de Brosses; w 1640 r. malowidło zakupił Franciszek I d’Este i trafiło ono do zbiorów książęcych w Modenie.
Uznanie, jakim cieszyła się Noc można porównać jedynie z tym, jakim cieszył się Dzień. Wielu malarzy włoskich i zagranicznych (min. El Greco i Peter Paul Rubens) specjalnie udało się do Reggio, aby je podziwiać i jakkolwiek aż do 2 poł. XVI w. nie krążyły graficzne odbitki nadzwyczajna estyma jaką cieszył się obraz sprawiła, że Correggio uzyskał opinię wybitnego malarza scen nocnych. Pomimo licznych prób zakupienia Adoracji czynionych przez różnych ważnych kolekcjonerów - słynne stały się prośby króla Hiszpanii składane za pośrednictwem nadwornego malarza Diego Velazqueza ok. połowy XVII w. - przesławna Noc z Reggio Emilia pozostała we Włoszech niemal do połowy XVIII w.. Obraz był jednym ze 100 arcydzieł sprzedanych w 1740 r. przez Franciszka III d’Este elektorowi saskiemu  Augustowi III Wettynowi (Fryderykowi Augustowi II według nomenklatury saskiej); od tamtego czasu znajduje się Galerii Drezdeńskiej.
Jeden z rysunków przygotowawczych do obrazu znajduje się w zbiorach Fitzwilliam Museum w Cambridge, jednakże znacznie różni się od ostatecznej wersji dzieła.

## Opis i styl
Adoracja Dzieciątka Correggia jest szczególnie sugestywna dzięki efektom światłocieniowym; światło promieniuje od Dzieciątka stanowiącego centrum kompozycji i odbija się od poszczególnych postaci i chmur, gdzie kłębowisko aniołów przypomina dekorację kopuły Duomo w Parmie. Vasari napisał: W tym samym Reggio znajduje się obraz przedstawiający Narodziny Chrystusa, od którego roztacza się światłość, oświetla blaskiem pasterzy i inne postacie, które go oglądają; wśród rozlicznych rozważań o tem - jest tam kobieta chcąca pożądliwie wpatrywać się w Chrystusa, jej oczy śmiertelne zaś nie mogły znieść światła jego boskości [...] i zakrywała je przykładając do nich dłoń [...]. Jest tam śpiewający chór anielski nad chatą, tak dobrze odmalowany, że wydawałoby się raczej, że spłynęli aniołowie z nieba, niż że wykonała je ręka ludzka.
Boskie światło emanujące od małego Chrystusa jest narzędziem służącym do przedstawienia reakcji postaci adorujących Dzieciątko i do podkreślenia, że nie oślepia tylko Marii. Temat Narodzenia Pańskiego, sam w sobie statyczny i nie przewidujący żadnego szczególnego ruchu postaci został w ten sposób ożywiony - wokół cudownej jasności rozgrywa się historia, żywa opowieść.
Rysunek, światłocień, koloryt wielkiego Correggia osiąga w przypadku Nocy szczyt swojej doskonałości. Na tym obrazie - zdaniem Goulda najbardziej antyklasycznym - występują razem wszystkie cechy charakterystyczne naturalności: styl Correggia jest w tym wypadku bezsporny, sam obraz jest ponadczasowy i stanowił inspirację na kilka kolejnych stuleci. Wiele szczegółów tworzących cudowną atmosferę da się wskazać - źródło światła, które od Dzieciątka rozchodzi się promieniście po poduszce z kłosów zboża, co jest jaskrawym odwołaniem eucharystycznym; włosy Marii przez które przesącza się światło; ruchliwość starego pasterza, który właśnie zdejmuje z głowy nakrycie i opiera się na kiju uginając nogi; całokształt gry gestów w obu grupach postaci - ziemskiej i niebiańskiej; zadziwiające wykręcenie ciał anielskich; wreszcie jutrzenka zarysowująca się daleko na horyzoncie imitującym wzgórza z rejonu Val d'Enza.